# アドルファス・ホテル
アドルファス・ホテル（英語: Hotel Adolphus）は、アメリカ合衆国のテキサス州ダラスのダウンタウンのメインストリート地区の高級ホテル。ザ・アドルファスとも呼ばれる。数年に亘り、ダラスのランドマークとして州内で最も高いビルであった。現在このホテルはマリオット・ホテルのオートグラフ・コレクションの1つとなっている。

## 歴史
1912年10月5日、アンハイザー・ブッシュの創立者であるアドルファス・ブッシュにより、ミズーリ州セントルイスのバーネット・ヘインズ&バーネットのトーマス・P・バーネットの設計のボザール様式のホテルが開業した。ブッシュがこのホテルを開業したのはダラスで最初の豪華な高級ホテルを建てるためであった。1922年から1946年、オットー・シュバートの管理下において全米で有名になった。当時、この312フィート(95 m)の22階建てのホテルは州内で最も高いホテルであったが、1922年8月、同じコマース通り沿いに建てられたマグノリア・ペトロリアム・ビルディング(現マグノリア・ホテル)に追い抜かれた。1916年、1926年、1950年に増築され、1.200室となった。
1930年代、ホテル業界のパイオニアであるラルフ・ヒッツの全米ホテル管理会社が操業し、トミー・ドーシー、ジミー・ドーシー、ベニー・グッドマン、グレン・ミラーなど多くのビッグバンドが演奏していた。
第29代大統領ウォレン・ハーディングから第41代大統領ジョージ・H・W・ブッシュなどの大統領を含む政治家、そしてビジネス界やエンタメ界の多くの高名なリーダーなどが利用している。1991年、エリザベス2世、フィリップ王子が宿泊した。エンターテイメントのダラスのハブとして、ボブ・ホープ、ジャック・ベニーなどのキャリアアップのプラットホームとなった。第二次世界大戦時にP-51マスタングを製作したノースアメリカンなどの企業がテキサス州のビジネス・ハブとして利用していた。1980年代、8千万ドルをかけて豪華な客室をさらに拡大および近代的に修復を行なった。1983年、総客室数を428室に縮小し、より広々と作り替えた。1983年、アメリカ合衆国国家歴史登録財に認定され、ダラス・ランドマークとなっている。
コンデナスト・トラベラーにより全米トップ10のホテルに選ばれ、ザガット サーベイ、フォーダーズ、フロマーズから高評価を得ている。

## ギャラリー

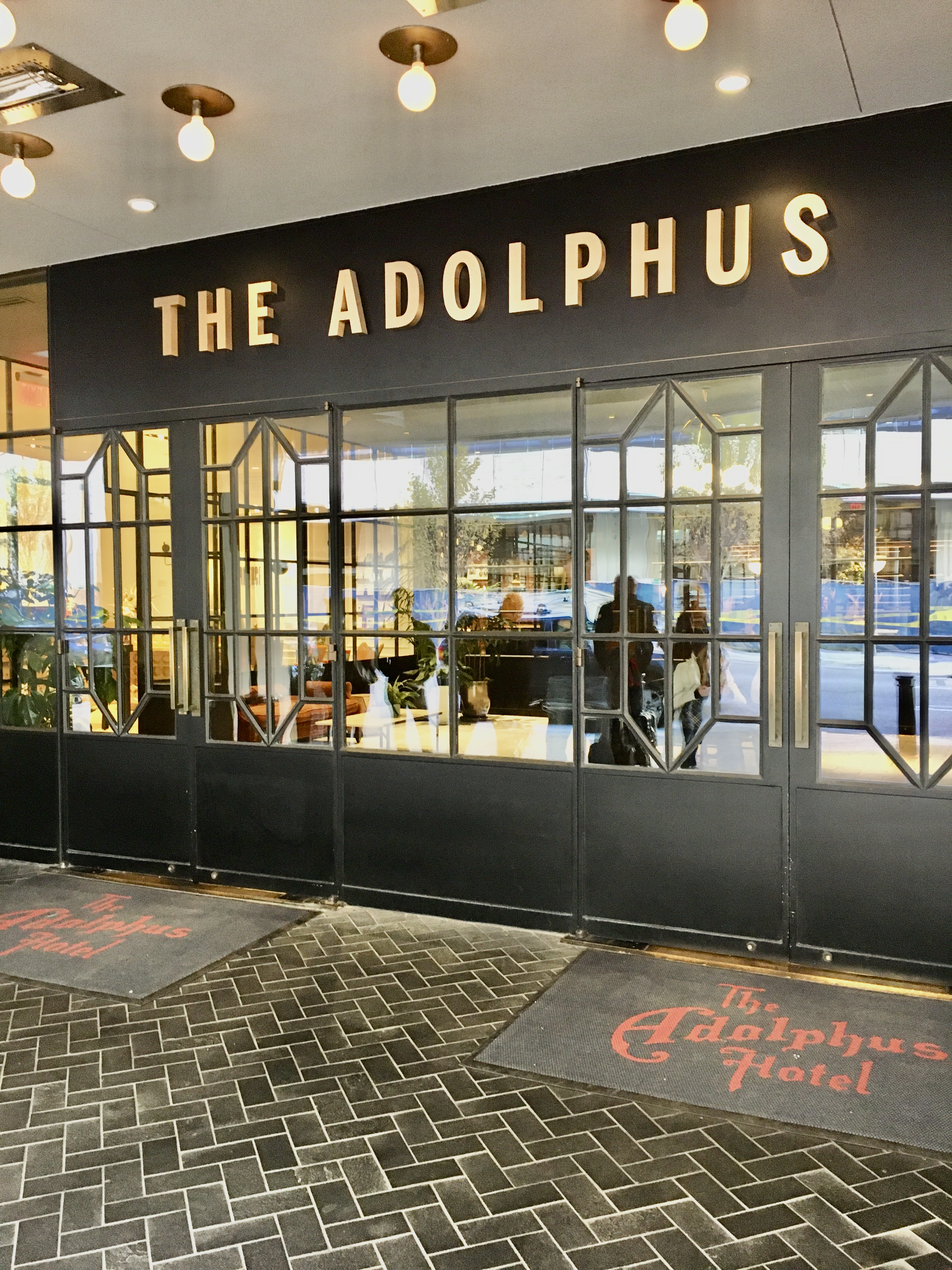
フロント出入口
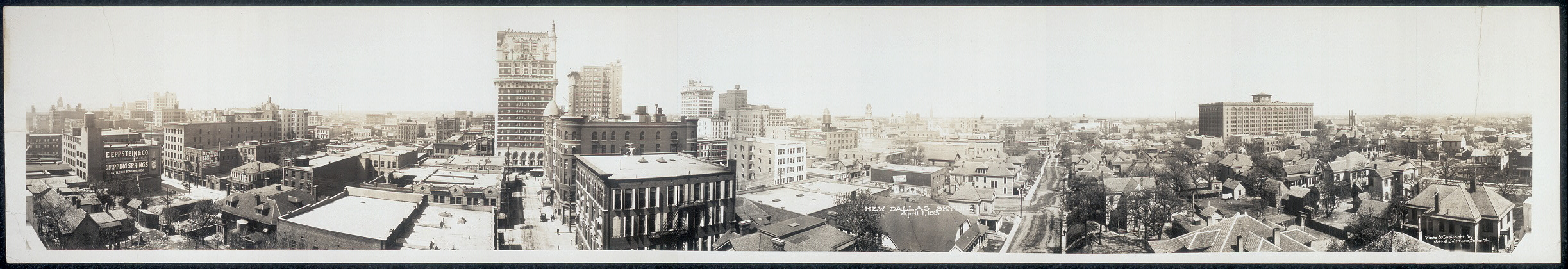
開業から1年満たない1913年4月1日のダラスのスカイライン
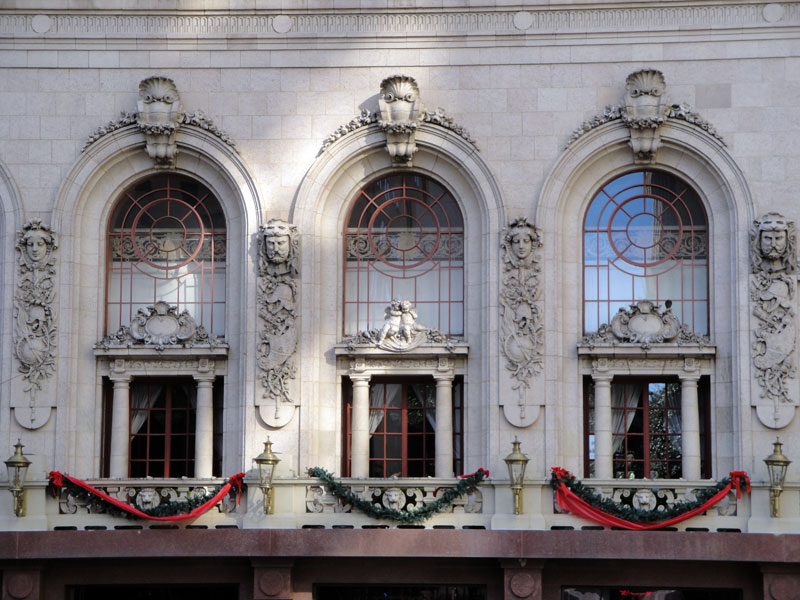
フレンチ・ルームの外装
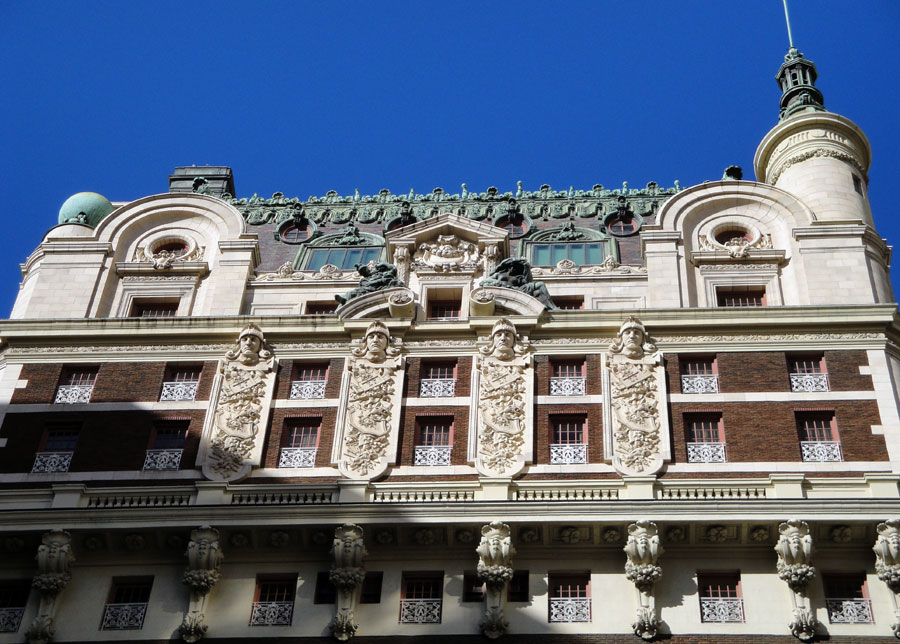
上階の外装
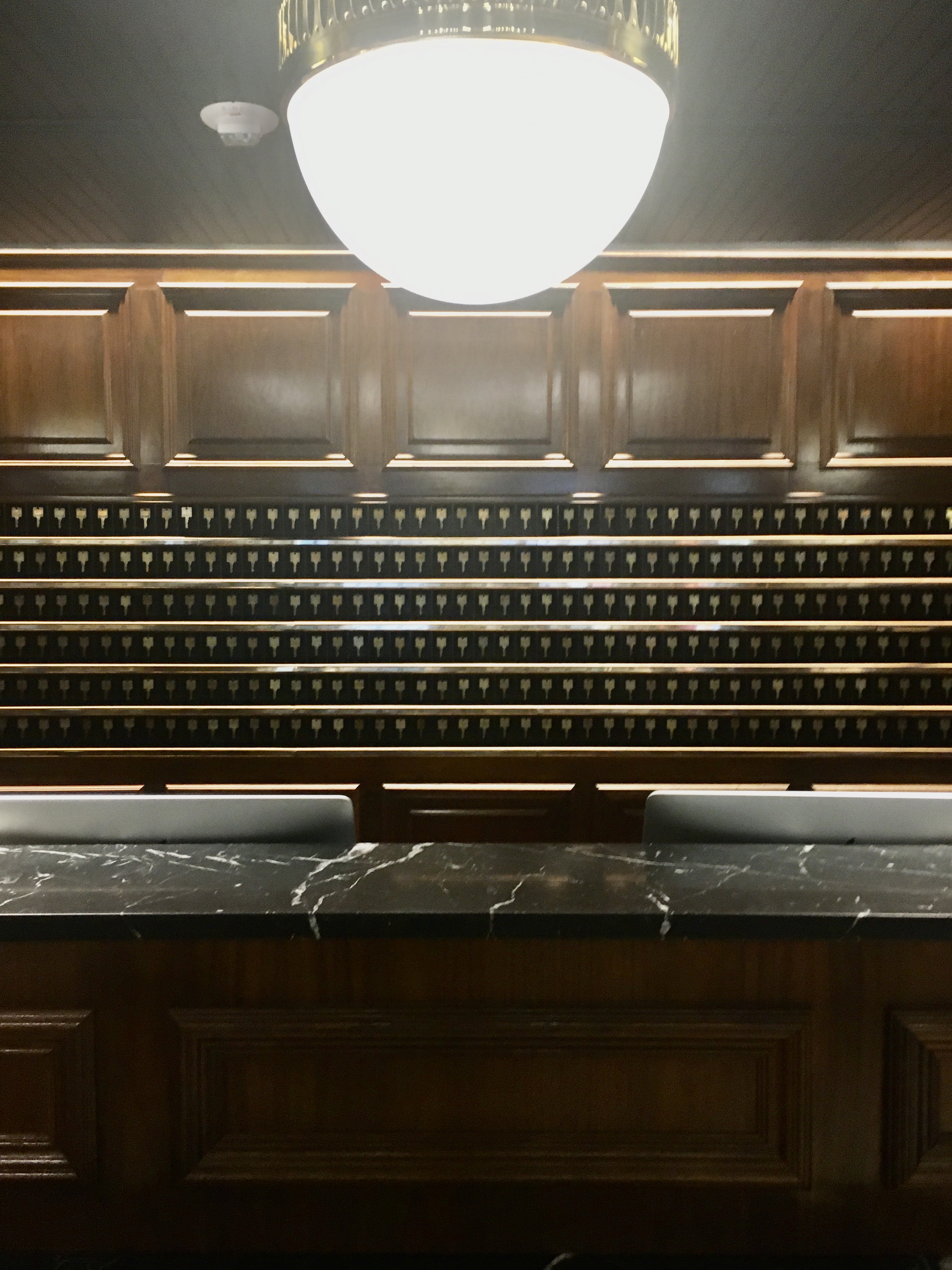
受付